# Condado de Bedford (Virgínia)
O Condado de Bedford é um dos 95 condados do Estado americano de Virgínia. A sede do condado é Bedford, e sua maior cidade é Bedford. O condado possui uma área de 1 992 km² (dos quais 38 km² estão cobertos por água), uma população de 60 371 habitantes, e uma densidade populacional de 31 hab/km² (segundo o censo nacional de 2000). O condado foi fundado em 1754.